# 萨尔塞达德卡塞拉斯
萨尔塞达德卡塞拉斯，是西班牙加利西亚自治区蓬特韦德拉省的一个市镇。 总面积36平方公里，总人口6335人（2001年），人口密度176人/平方公里。